# جمعية الشباب المسلم (إندونيسا)

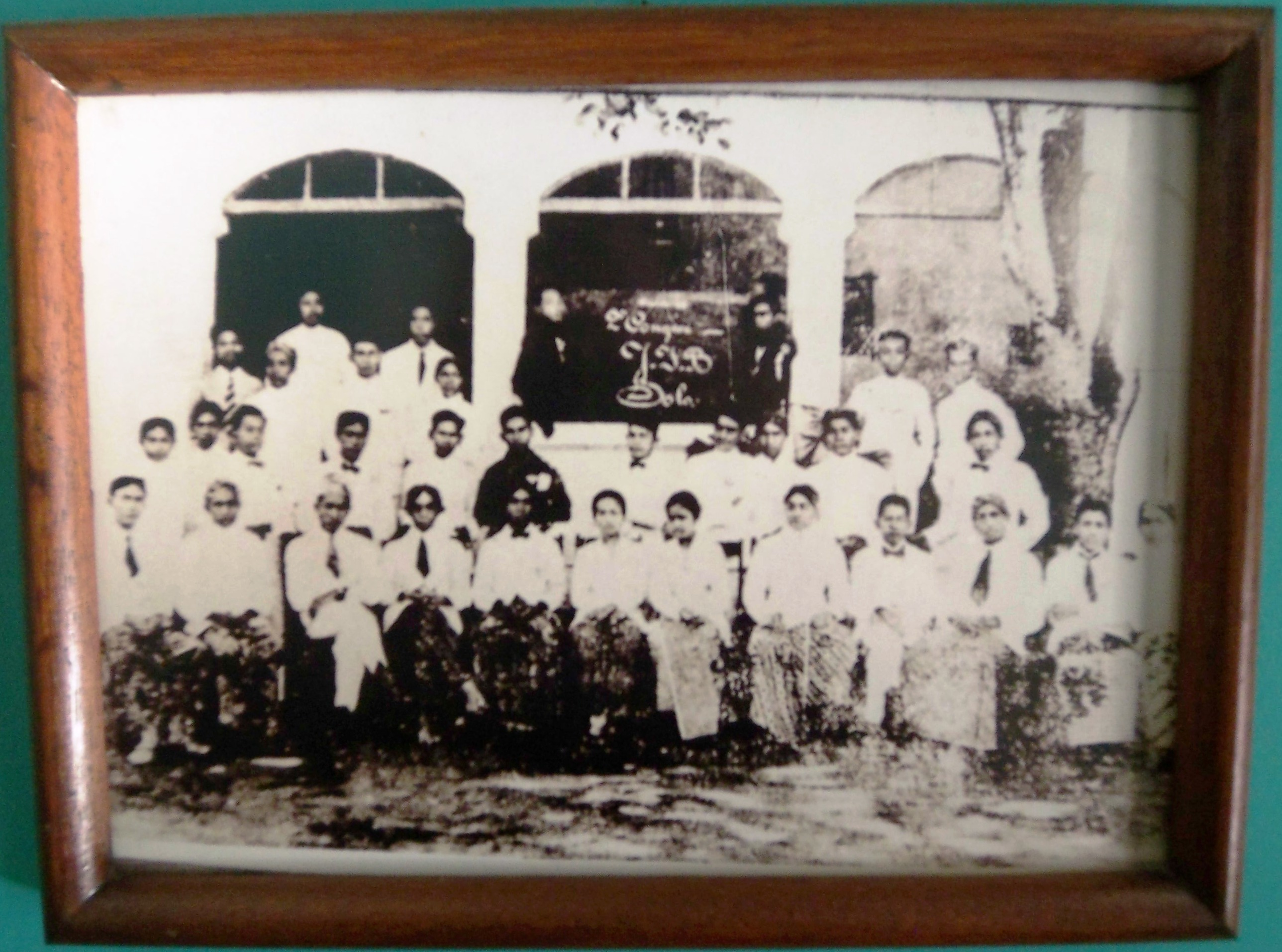
جمعية الشباب المسلم في إندونيسيا

جمعية الشباب المسلم (بالإندونيسية: Jong Islamieten Bond) كانت منظمة شبابية خلال حكم الهند الشرقية الهولندية التي تأسست في باتافيا في 1 يناير 1925. تم إنشاء المنظمة من قبل الطلاب الشباب الإندونيسيين بهدف أولي هو تقديم دورات حول الإسلام للطلاب المسلمين لإشراك شعور الأخوة بين الشباب المسلم المتعلم من مناطق مختلفة من الأرخبيل الذين كانوا في السابق أعضاء في الجمعيات المحلية، مثل جونغ جاوة (7 مارس 1915)، وجونغ سومطرة (9 ديسمبر 1917) وغيرها.
لم تكن جمعية الشباب المسلم منظمة سياسية. وقال أول الرئيس المنتخب في مؤتمر جمعية الشباب المسلم الأول في عام 1925 في يوجياكرتا عند إلقاء الخطاب: «في الدورات والمحاضرات والمناقشات التي نعقدها، ونحن نحاول قدر الإمكان تعزيز فهم الدين والسياسة وخاصة من وجهة الإسلام إلى الأعضاء، ولكن جمعية الشباب المسلم لن تنضم إلى أي أنشطة سياسية». كان تكوين أول لجنة تنفيذية لـ الجمعية المنشأ حديثًا هي من: رادن سامسوريجال (رئيس)، ويبوبو بوربوهاديجوجو (نائب رئيس)، سيهاب الدين لطيف (السكرتير الأول)، حسين (السكرتير الثاني)، سوتيجونو (أمين الصندوق الأول)، وسوإب (أمين الصندوق الثاني). وكان المفوضون: موغني وذويب وسويوردي وشمس الدين وسوتان بالنديه وكاسمان سينغوديميدجو ومحمد كوسبان وسوينج وهاجي هاشم. يوجد لدى اللجنة التنفيذية للجمعية الجديد أربعة فروع: باتافيا ويوجياكارتا وسولو وماديون.
لنشر أفكارهم نشرت جمعية مجلة تسمى نور باللغة الهولندية والتي كانت أول مجلة علمية إسلامية في إندونيسيا، والتي تم نشرها منذ مارس 1925. مالبثت المجلة أن تفكك فحلت نفسها. قامت الجمعية أيضًا بتشكيل المنظمات الكشفية الإندونيسية، وهي أول منظمة كشفية تستخدم اسم إندونيسيا، وهو مصطلح لم يكن شائعًا في ذلك الوقت. في كل فرع عقدت الجمعية دورات دينية إسلامية. في أكتوبر 1931 ، قامت الجمعية ببناء مدرسة وهي مدرسة ابتدائية لأطفال السكان الأصليين من الطبقة العليا في تيجال، وفي نوفمبر 1931 تم بناء مدرسة أخرى في باتافيا.
أثناء الاحتلال الياباني لجزر الهند الشرقية الهولندية، تم تجميد جميع المنظمات بما في ذلك جمعية الشباب المسلم. في عام 1947 تحولت الجمعية الأصلية المجمدة إلى منظمة جديدة تسمى جمعية الطلاب المسلمين في إندونيسيا.